# Provinciale Wetgevende Macht van de Oost-Kaap
De Provinciale Wetgevende Macht van de Oost-Kaap (Engels: Eastern Cape Provincial Legislature; Afrikaans: Oos-Kaapse provinsiale wetgewer; Xhosa: Indlu yoWiso-mthetho yePhondo leMpuma-Kapa) is de volksvertegenwoordiging van de Zuid-Afrikaanse provincie Oost-Kaap. 
De Provinciale Wetgevende Macht wordt middels algemeen kiesrecht gekozen en telt 63 leden. De grootste partij is het Afrikaans Nationaal Congres (ANC) met 44 zetels en heeft daarmee een absolute meerderheid (2019). De oppositie wordt gevormd door een vijftal partijen waarvan de Democratische Alliantie (DA) met 10 zetels de voornaamste is. De voorzitter van het parlement is Helen Sauls-August (ANC) die in 2019 aantrad. De Provinciale Wetgevende Macht kiest uit haar midden de regering van de provincie Oost-Kaap die onder leiding staat van een premier.
De Provinciale Wetgevende Macht van de Oost-Kaap is gevestigd aan de Independence Avenue te Bhisho. 

## Zetelverdeling

Zetelverdeling na de verkiezingen van 2019

## Lijst van voorzitters
| Naam               | Begin termijn | Einde termijn | Partij |
| ------------------ | ------------- | ------------- | ------ |
| Gugile Nkwinti     | 1994          | 1999          | ANC    |
| Mkhangeli Matomela | 1999          | 2004          | ANC    |
| Noxolo Kiviet      | 2004          | 2009          | ANC    |
| Fikile Xasa        | 2009          | 2014          | ANC    |
| Noxolo Kiviet      | 2014          | 2019          | ANC    |
| Helen Sauls-August | 2019          | heden         | ANC    |